# Ptolemaios XIV. Theos Filopatór II.
Ptolemaios XIV. Theos Filopatór II. („bůh milující jeho otce“, lze též jen Ptolemaios XIV. Filopatór II. - „milující otce“ - řecky Πτολεμαίος Φιλοπάτωρ) byl egyptský faraon z dynastie Ptolemaiovců.

## Životopis
Ptolemaios XIV. se narodil roku 59 nebo 60 př. n. l.. Jeho otcem byl král Ptolemaios XII. Neos Dionýsos a matkou jedna z členek ptolemaiovského rodu. Když 13. ledna 47 př. n. l. zemřel Ptolemaiův starší bratr Ptolemaios XIII. Theos Filopatór, byl Ptolemaios XIV. prohlášen faraonem a spoluvládcem své starší sestry, nejznámější ptolemaiovské královny Kleopatry VII. Kleopatra se za nového krále následně vdala, ale přesto pokračovala v milostném vztahu s římským diktátorem Juliem Caesarem.
Vláda Ptolemia XIV., který byl ještě v dětském věku, je považována pouze za vládu de iure, kdy skutečnou moc držela v rukou Kleopatra. 15. března roku 44 př. n. l. byl v Římě Caesar zavražděn, mezi jehož vrahy byl i Marcus Junius Brutus či Gaius Cassius Longinus. Ptolemaios XIV. poté Caesara brzy následoval a 26. července téhož roku zemřel. Jeho místo poté zaujal Ptolemaios XV. Kaisarion, syn Kleopatry VII. a Julia Caesara.